# جی دبلیو ۱۲۳.۴-۱.۵
کرم کهکشانی جی دبلیو ۱۲۳٫۴–۱٫۵ (به انگلیسی: GW 123.4-1.5) یک منطقه اچ ۱ با جرم خورشیدی تقریبی ۱۰۵ ۱۰۵ است. این کرم کهکشانی ساختاری قارچ شکل غیرمعمول دارد که این می‌تواند در نتیجهٔ شکل‌گیری آن توسط یک ابر از بیرون واردشده باشد که با برخورد و عبور از دیسک راه شیری، در طرف دیگر آن ایجاد شده‌باشد. این تئوری باور دارد که سرعت برداری این ابر پر سرعت مورد گفتگو در حدود ۱۰۰ کیلومتر در ثانیه بوده و تقریباً در 5‎×۱۰۷ سال پیش اتفاق افتاده است.